# آب‌انبار وکیل
آب‌انبار وکیل آب‌انباری مربوط به دوره زندیه در شیراز است. این بنا در ضلع غربی مسجد وکیل شیراز واقع شده و هم‌زمان با مسجد در حدود سال ۱۱۸۰ ه‍.ق توسط کریم خان زند ساخته شد. بنای آب انبار دارای راه پله، مخزنی مربع مستطیل، بادگیر و پوشش طاقی است. در سال ۱۳۹۵ موزه آب شیراز در این بنا افتتاح شد.